# Џон Вилијам Страт
Џон Вилијам Страт, 3. барон Рејли (енгл. John William Strutt, 3rd Baron Rayleigh; Лангфорд Гроув, 12. новембар 1842 — Терлинг Плејс, 30. јун 1919) био је енглески физичар који је, заједно са Вилијамом Ремзијем, открио елемент аргон, достигнуће за које је добио Нобелову награду за физику 1904. године. Такође је открио феномен који се сада зове Рејлијево расејање, који објашњава зашто је небо плаво, а предвидео је и постојање површинских таласа, сада познатих као Рејлијеви таласи.

## Биографија
Страт је рођен у Лангфорд Груову, у Есексу и у својој младости је био лошег здравља. Похађао је Хароу школу и започео студије математике на Тринити колеџу, на Универзитету Кембриџ 1861. године. Године 1865. је дипломирао, а 1868. године је постао мастер. Касније је изабран за члана Друштва Тринити. На тој позицији је био до свог брака са Евелин Балфор, ћерком Џејмса Мејтланда Балфора 1871. године. Са њом је имао три сина.
Године 1873, умро је његов отац, Џон Страт, 2. барон Рејли, па је Џон Вилијам Страт наследио баронију Рејли.
Био је други Кевендиш професор физике на Универзитету Кембриџ, после Џејмса Клерка Максвела, од 1879. до 1884. године. Први је описао динамичко једрење морских птица 1883. године у британском часопису . Око 1900. године, развио је теорију дуплекса.
Лорд Рејли је изабран за члана Краљевског друштва 12. јуна 1873. године и био је председник Краљевског друштва од 1905. до 1908. године. Умро је 30. јуна 1919. године у Видаму, у Есексу.

## Признања и награде
Кратери на Марсу и Месецу названи су у његову част, као и тип површинских таласа познатих као Рејлијеви таласи. Астероид 22740 Рејли је назван у његово име 1. јуна 2007. године
- Краљевска медаља (1882)
- Матеучијева медаља (1894)
- Чланство у Краљевској шведској академији наука (1897)
- Коплијева медаља (1899)
- Нобелова награда за физику (1904)
- Рамфордова медаља (1920)

## Публикације
- (1877) PDF копија од
- (1877) PDF копија од
- (London, E. Arnold, 1904)
- (1899–1920)
- (1899–1920)
- (1899–1920)
- (1899–1920)
- (1899–1920)
- (1899–1920)